# The Price to Pay
El preu a pagar (The Price to Pay) és una autobiografia del 2012 de Joseph Fadelle, un iraquià que es va convertir de l'islam al catolicisme. Es va publicar per primera vegada el 3 d’octubre de 2012 a través d’Ignatius Press.

## Sinopsi
El llibre ressegueix la conversió de Joseph Fadelle al catolicisme. Fadelle, que abans es deia Mahoma, va començar a mostrar interès pel catolicisme després de ser reclutat a l'exèrcit de Saddam Hussein i allotjar-se amb Massoud, un cristià. Mahoma veu el cristianisme de Massoud com a impactant i desagradable, però a mesura que passa el temps, Mahoma troba que el cristianisme li intriga i, al final, es converteix al cristianisme juntament amb la seva dona. Mahoma, que va rebre el bateig i va escollir canviar-se el nom de Josep, sofreix una gran quantitat de persecucions per part dels membres de la família, que van culminar amb la presència de diverses amenaces de mort contra ell.
The New Oxford Review va donar una revisió favorable a The Price to Pay i va elogiar Fadelle per incloure les seves lluites personals amb el perdó per als altres, ja que sentien que "diu molt sobre ell i les pèrdues que han patit ell i la seva dona". El president de CatholicCulture.org, Jeff Mirus, també va elogiar la feina i la va recomanar.